# Herisabocono
Herisabocono, jedna od dviju izoliranih grupa Chapacuran Indijanaca za koje je poznato da su živjeli na teritoriju plemena Mojo (Moxo), točnije na misiji San Borja blizu izvorišta rijeke Rapulo, pritoke Mamoré.
Misija je utemeljena 1693. na obali rijeke Río Maniqui koja utječe u Río Rapulo u današnjem depatmanu Beni gdje još uvijek postoji gradić San Borja.
Herisabocono i druga Čapakura enklava (Moré i Ocorono), s misije San Ignacio, vjerojatno su na teritoij Mojoa doveli misionari zbog pokrštavanja. 
Herisabocono neki autori navode i kao jedan od jezika ili dijalekata porodice čapakura.